# Trechus crassicapus
Trechus crassicapus är en skalbaggsart som beskrevs av Carl Hildebrand Lindroth. Trechus crassicapus ingår i släktet Trechus och familjen jordlöpare. Inga underarter finns listade i Catalogue of Life.